# Charley Paddock
Charles William Paddock, detto Charley (Gainesville, 11 agosto 1900 – Sitka, 21 luglio 1943), è stato un velocista statunitense, vincitore di due medaglie d'oro olimpiche ad Anversa 1920.

## Biografia
Dopo aver prestato servizio durante la prima guerra mondiale come tenente, terminò i suoi studi laureandosi all'università della California del sud. Di costituzione robusta (1,72 m x 75 kg) si fece notare ai Giochi Interalleati svoltisi allo stadio di Vincennes (Parigi) nel 1919.
Ai Giochi olimpici di Anversa del 1920 conquistò due medaglie d'oro, nei 100 metri e nella staffetta 4×100 metri, e una d'argento sui 200 metri, battuto da Allen Woodring.
Il 26 marzo 1921 a Berkeley, eguagliò il record mondiale delle 100 iarde, correndo in 9"3/5 e realizzò 20"4/5 sulle 220 iarde. A Redlands, presso Los Angeles, corse le 300 iarde in 30"1/5 ed i 300 metri in 33"1/5, prestazione che resistette 27 anni.
Il 18 giugno dello stesso anno, tentò il record delle 110 iarde e delle 200 iarde, che riuscì a correre rispettivamente in 10"1/5 è 19", entrambi primati statunitensi. In seguito Paddock eguagliò il record mondiale delle 100 iarde in 9"3/5.
Ai successivi Giochi olimpici, svoltisi nel 1924 a Parigi, arrivò solo quinto nei 100 metri, ma riuscì nei 200 metri a vincere la medaglia d'argento, la sua quarta medaglia olimpica complessiva. Partecipò anche ai Giochi olimpici di Amsterdam nel  1928 fermandosi alle semifinali nei 200 metri; il suo personaggio è rappresentato nel film Momenti di gloria (1981).
Partecipò a diversi film e terminata l'attività agonistica divenne giornalista sportivo. Morì nel luglio del 1943 durante la seconda guerra mondiale in un incidente aereo vicino a Sitka, Alaska.

## Palmarès
| Anno | Manifestazione  | Sede      | Evento      | Risultato  | Prestazione | Note            |
| ---- | --------------- | --------- | ----------- | ---------- | ----------- | --------------- |
| 1920 | Giochi olimpici | Anversa   | 100 m piani | Oro        | 10"8        |                 |
| 1920 | Giochi olimpici | Anversa   | 200 m piani | Argento    | 22"0        |                 |
| 1920 | Giochi olimpici | Anversa   | 4×100 m     | Oro        | 42"2        | Record mondiale |
| 1924 | Giochi olimpici | Parigi    | 100 m piani | 5º         | 10"9        |                 |
| 1924 | Giochi olimpici | Parigi    | 200 m piani | Argento    | 21"7        |                 |
| 1928 | Giochi olimpici | Amsterdam | 200 m piani | Semifinale | 22"1        |                 |